# Conus sukhadwalai
Conus sukhadwalai é uma espécie de gastrópode do gênero Conus, pertencente a família Conidae.